# Against the Wall
Against the Wall est une série télévisée américaine en 13 épisodes de 42 minutes créée par Annie Brunner et diffusée entre le 31 juillet 2011 et le 23 octobre 2011 sur Lifetime.
En France, la série a été diffusée à partir du 2 janvier 2012 sur 13e rue. Cette série reste inédite dans les autres pays francophones.

## Synopsis
Abby Kowalski travaille depuis cinq ans au département de police de Chicago. Souhaitant poursuivre sa carrière de rêve en tant que détective, elle saisit la seule opportunité disponible, à la Direction des affaires internes. Cette décision la place alors en opposition avec sa propre famille, dont les membres travaillent eux-mêmes au département de police de Chicago. Abby doit maintenant trouver un moyen de faire son travail en tant que détective IAD sans détruire ses liens familiaux.

## Distribution

### Acteurs principaux
- Rachael Carpani (VF : Chloé Berthier) : Abby Kowalski
- Andrew Walker (VF : Fabrice Josso) : John Brody
- Marisa Ramirez (VF : Magali Barney) : Lina Flores
- Brandon Quinn (VF : Damien Boisseau) : Richie Kowalski
- Kathy Baker (VF : Mireille Delcroix) : Sheila Kowalski
- Mayko Nguyen (VF : Laëtitia Lefebvre) : Mackie Phan
- Chris Johnson (VF : Mathias Kozlowski) : Danny Mitchell
- Treat Williams (VF : Patrick Béthune) : Don Kowalski

### Acteurs secondaires
- Daniel Kash (VF : Patrick Floersheim) : le lieutenant Papadol
- James Thomas (VF : Pascal Nowak) : Donnie Kowalski
- Steve Byers (VF : Benjamin Gasquet) : Steve Kowalski
- Jason George (VF : Emmanuel Garijo) : Tony Miles
- Chris Mulkey : Carl Scott
Version française
  - Société de doublage : Libra Films[2]
  - Direction artistique : Pauline Brunel[2]
  - Adaptation : Nicolas Mourguye

Source VF : Doublage Séries Database

## Épisodes
1. Seule contre tous (Pilot)
2. La taupe (A Good Cop)
3. Un policier en difficulté (We Have a Cop in Trouble Here)
4. Le cinquième corps (The Fifth Body)
5. Club privé (Baby, Did a Bad Thing)
6. Tante Edie (Obsessed and Unwanted)
7. Réseau saturé (Countdown to Meltdown)
8. Clichés Macabres (Lean on Me or Die)
9. Infiltration (Memories We Fear)
10. Un mariage mouvementé (Boys are Back)
11. Enfance brisée (Wonder What God's Up To)
12. Seconde chance (Second Chances)
13. Protéger les siens (We Protect Our Own)

## Commentaires
Le 9 décembre 2011, la série a été annulée.